# Грб Египта
Грб Египта је званични хералдички симбол државе Арапска Република Египат. Грб се састоји од златног орла који гледа налево (хералдички десно). Овај симбол датира из времена арапског освајача Саладина.

## Приказ
На пиједесталу на коме такозвани Саладинов орао стоји, арапским писмом је исписано национално име Jumhuriyat Misr al-Arabiya. Орао на грудима носи штит са бојама заставе, али постављеним вертикално а не хоризонтално. Након краја Уједињене Арапске Републике 1961, орао је носио две звезде до 1971. Између 1972. и 1984, орао је био замењен златним соколом.
- Грб Египатског султаната (1885 — 1908)
- Грб Краљевине Египат (1922 — 1953)
- Грб Републике Египат (1953 — 1958)
- Грб Уједињене Арапске Републике (1958 — 1971)
- Грб Египта у Федерацији арапских република (1972 — 1984)
- Верзија грба на застави Египта